# Prosoplus bilatemaculatus
Prosoplus bilatemaculatus là một loài bọ cánh cứng trong họ Cerambycidae.